# Ингерслев-Йенсен, Поуль
Поуль Ингерслев-Йенсен (дат. Povl Ingerslev-Jensen; 14 сентября 1903 — 22 ноября 1979) — датский дирижёр, музыковед, литературовед и переводчик. Отец актёра Йесса Ингерслева.

## Биография
В 1946—1948 гг. был назначен первым руководителем Симфонического оркестра Оденсе, однако разочаровался в этой работе и уехал в Копенгаген, где первоначально работал в Королевском театре. Выступил как публикатор и комментатор произведений Эленшлегера, опубликовал книгу о Джоакино Россини (1959), удостоенную одной из датских литературных премий. Перевёл на датский язык пьесу Бомарше «Севильский цирюльник» (1972), затем опубликовал книгу «Петер Андреас Хейберг: датский Бомарше» (дат. P.A. Heiberg - Den danske Beaumarchais; 1974).